# 国鉄R92形コンテナ
国鉄R92形コンテナ（こくてつR92がたコンテナ）は、日本国有鉄道（国鉄）が1968年（昭和43年）に製造した、鉄道輸送用一種規格（約11 ft）冷蔵コンテナである。

## 概要
1968年（昭和43年）度に冷蔵コンテナとしては日本初の上吊り式コンテナとして富士重工業にて1個が製作された。冷蔵コンテナはその機能を満足させるため内外の二重構造になっており、下吊り式の方が構造的には簡略化が可能であった。しかし荷吊り作業は上吊り式の方が容易であったため、冷蔵コンテナ以外の種別では上吊り式が主流になっていった。
扉位置は、片側妻面の1か所のみで塗装は白色である。寸法関係は全長3,302.9 mm、全幅2,380.6 mm、全高2,350.2 mm、荷重5 t、自重1.4 t、容積11.1 m3である。
1976年（昭和51年）度に廃止され形式消滅した。